# Cédric Paty
Cédric Paty (* 25. Juli 1981 in Paris, Frankreich) ist ein ehemaliger französischer Handballspieler. Paty wurde meist im rechten Rückraum eingesetzt oder auf Rechtsaußen eingesetzt.
Cédric Paty kam durch seinen Vater, der die örtliche Handballschule leitete, zum Handballsport. 2000 gab er für den Zweitligisten Cercle Dijon Bourgogne HB sein Profidebüt. Nach zwei Jahren in Dijon zog er weiter zur ES Besançon, mit der er 2003 abstieg; daraufhin wechselte er zum HBC Villefranche en Beaujolais. Dort stieg er 2004 auf und spielte in der Saison 2004/05 erstmals in der ersten französischen Liga. 2005 wurde er vom Spitzenverein Chambéry Savoie HB unter Vertrag genommen. Nach der Saison 2015/16 beendet er seine Karriere.
Cédric Paty hat 28 Länderspiele für die französische Nationalmannschaft bestritten. Bei der Handball-Europameisterschaft 2008 in Norwegen – bei der er auch gleichzeitig sein Länderspieldebüt gab – gewann er mit Frankreich Bronze. Bei den Olympischen Spielen 2008 holte er sich die Goldmedaille.